# Jak je důležité míti Sheldona
Jak je důležité míti Sheldona je šestnáctý díl čtvrté řady amerického televizního seriálu Teorie velkého třesku. V této epizodě hostují Carol Ann Susi a Aarti Mann. Režisérem epizody je Mark Cendrowski.

## Děj
Rajova sestra Priya se vrátí do Los Angeles a rozhodne se navázat vztah s Leonardem, ačkoliv se to Rajovi ani trochu nelíbí. Penny se s faktem, že si Leonard našel jinou přítelkyní, snaží srovnat a Amy jí s tím pomáhá. Mezitím Bernadette přestává vyhovovat fakt, že Howard stále bydlí se svou matkou a přesvědčí ho, aby byl u ní. Jakmile však zjistí, jak závislý na své matce je, přinutí ho se k ní zase vrátit zpět. 

## Obsazení
| Johnny Galecki | Leonard Hofstadter      |
| Jim Parsons    | Sheldon Cooper          |
| Kaley Cuoco    | Penny                   |
| Simon Helberg  | Howard Wolowitz         |
| Kunal Nayyar   | Raj Koothrappali        |
| Mayim Bialik   | Amy Farrah Fowler       |
| Melissa Rauch  | Bernadette Rostenkowski |
| Carol Ann Susi | Debbie Wolowitz         |
| Aarti Mann     | Priya Koothrappali      |